# Deutz-Allis
Deutz-Allis was een Duits/Amerikaanse producent van tractoren.

## Geschiedenis
In 1914 begon Allis-Chalmers uit Milwaukee met de fabricage van tractoren, nadat het al jaren andere producten fabriceerde. In 1984 zat Allis-Chalmers financieel in een lastige positie, waardoor het overgenomen werd door het Duitse Klöckner-Humboldt-Deutz (KHD).
KHD (merk Deutz-Fahr) bracht de Allis-tractoren onder de naam Deutz-Allis opnieuw uit. De oranje kleur van Allis-tractoren werd hierbij vervangen door groen. Daarnaast importeerde het de eigen Deutz-Fahr tractoren onder de Deutz-Allis-naam.
In 1991 werd het bedrijf Deutz-Allis verkocht aan AGCO, die het merk hernoemde naar AGCO Allis. De oranje kleur keerde hierbij terug.
De naam AGCO Allis werd in 2001 afgedankt door AGCO, behalve voor de Argentijnse markt. Deutz-Allis-tractoren in Zuid-Amerika voortgezet tot 2001, toen de activiteiten in Zuid-Amerika werden omgedoopt tot AGCO-Allis. In Argentinië werd de Deutz-Allis 5.125L en de Deutz-Allis 5.190.